# ツイヘンドリック
ツイ ヘンドリック（TUI Hendrik、1987年12月13日 - ）は、JAPAN RUGBY LEAGUE ONE浦安D-Rocksに所属するラグビーユニオンの選手。

## プロフィール
- ニュージーランドのオークランド出身。
- 主なポジションはフランカー(FL)。
- ロック(LO)やウイング(WTB)[1]　でのプレー経験もある。
- 身長189cm、体重107kg
- 日本代表キャップは47。
- 愛称はヘンディー（Hendy）。
- 旧名ヘンドリック・ツイ。

## 来歴
デラセラ高校を経て帝京大学へと進む。同大学在籍時代には、第46回及び第47回の全国大学ラグビーフットボール選手権大会で優勝を経験。
2011年、パナソニック ワイルドナイツ(現・埼玉パナソニックワイルドナイツ)に加入。同年10月29日に行われたジャパンラグビートップリーグ第1節のサントリーサンゴリアス戦に先発出場で公式戦初出場を果たす。
2012年、日本代表に選出され、IRBパシフィックネイションズカップの対トンガ戦が初のキャップ試合となった。
2013年4月5日、サントリーサンゴリアス(現・東京サントリーサンゴリアス)に移籍。また、同年6月に行われたウェールズ来日テストマッチ（リポビタンDチャレンジ）では2戦ともに出場。6月15日の対ウェールズ戦初勝利に貢献した。2014年（平成26年）8月に日本に帰化。2015年、レッズに加入。また同年8月にはワールドカップの日本代表に選出された。
2018年11月にサンウルブズの2019年スコッドに選出された。
2019年8月、ワールドカップの日本代表に選出された。
2024年7月、浦安D-Rocksに入団。